# 二酸化炭素回収装置
二酸化炭素回収装置（にさんかたんそかいしゅうそうち）は排出された二酸化炭素を回収または利用することを可能にする装置である。

## 概要
大気中の二酸化炭素を対象に回収する二酸化炭素回収装置についてウォレス・スミス・ブロッカーは「装置は自動車と同じくらい複雑で費用もおおむね3万ドルである。」と発言している。
日本の企業では三菱重工業の増進回収法（EOR = Enhanced Oil Recovery）という技術を用いている。
発電所や工場から排出された二酸化炭素を回収しパイプラインなどで油田の油層に送り地下に残っている原油を回収し、二酸化炭素はそのまま地中に貯蓄することで、地球温暖化対策にも大きく貢献することができる技術である。